# 天宮良
天宮 良（あまみや りょう、1962年4月9日 - ）は、日本の俳優、歌手。アミューズ、アクトレインクラブを経て、2024年1月よりホリプロブッキングエージェンシー所属。身長170cm。体重59kg。特技はタップダンス、趣味はトライアスロン。本名、天宮 文彦（あまみや ふみひこ）。東京都三鷹市出身。

## 経歴
ミュージカル俳優を志し、高校1年時に日本テレビ音楽学院に入学。卒業後、1984年にドラマ『昨日、悲別で』（日本テレビ）の主役オーディションに合格しデビューする。同年には「ミッドナイト・ジャンクション」で歌手デビューしている。
以降、連続ドラマなどでは主要な役中心に活躍し、1985年には第23回ゴールデン・アロー賞演劇部門新人賞を受賞した。現在は舞台や2時間ドラマの脇役として主に活動している。
趣味・トライアスロン、特技・タップダンス。タップダンスは20代の頃からやっており、『ヤングスタジオ101』（NHK総合）のオープニングで披露していた。

## 出演

### テレビドラマ
- 昨日、悲別で（1984年、日本テレビ） - 主演・中込竜一（リュウ） 役
- 瑠璃色ゼネレーション（1984年、日本テレビ）
- 名門私立女子高校（1984年 - 1985年、日本テレビ）- 若原透 役
- 銀河テレビ小説「ひとり言の時代」（1985年10月、NHK）
- ただいま絶好調! 第12話「翔べ! ウイング車」（1985年7月2日、テレビ朝日）
- 火曜サスペンス劇場（日本テレビ）
  - 「ウエディングドレス」（1986年7月1日） - 矢島次郎 役
  - 「警視庁鑑識班9」（2000年） - 定岡誠一 役
  - 「身辺警護6」（2000年） - 安永雄二 役
  - 「だます女だまされる女3・危険な同窓会」（2001年） - 渡村一也 役
  - 「迂回路」（2003年11月） - 青山圭祐 役
  - 「弁護士・高林鮎子34」（2005年） - 大庭隆三 役
- ドラマ人間模様「婚約」（1987年、NHK）
- 火曜スーパーワイド「ヨコハマ幽霊ホテル」（1988年5月17日、テレビ朝日） - 青柳 役
- ビートたけしの浅草キッド・青春奮闘編（1988年、テレビ朝日） - 主演・ビートたけし 役
- ドラマ23「血液型恋の戦士」（1988年、TBS） - 主演
- こまらせないで!（1989年、フジテレビ）
- 男と女のミステリー「彼女はピカソに恋してる」（1989年8月4日、フジテレビ）
- ドラマスペシャル「恵子!ゴールが見えるよ…」（1990年1月18日、テレビ東京） - 熊沢高志 役
- 土曜ドラマ（NHK）
  - 「理想の男性」（1990年） - 三木弘志 役
  - 「春の一族」（1993年） - 高田益男 役
  - 「破裂」 第1・2・5・最終回（2015年） - 北川聖一 役
- 月曜ドラマスペシャル
  - 「うちのママは賭博師」（1990年6月11日）
  - 「ヘッドハンター」（1990年11月26日）
- ドラマチック22「東京まゆつばCITY」（1990年7月14日、TBS）
- 水曜グランドロマン「彼女が結婚しない理由」（1990年12月26日、日本テレビ）
- 世にも奇妙な物語「離れません」（1991年3月14日、フジテレビ） - 西田昌也 役
- ネオドラマ「ノックノック」（1992年4月、テレビ朝日）
- 愛の劇場「おべんきょう」（1992年、TBS）
- 不思議サスペンス「露ばかりの」（1992年7月20日、関西テレビ）
- 怪談 KWAIDAN「雪女」（1992年8月21日、フジテレビ） - 巳之吉 役
- 泣きたい夜もある 第2回「ラストプログラム」（1993年4月11日、毎日放送） - 谷 役
- 大河ドラマ（NHK）
  - 八代将軍 吉宗（1995年） - 大岡忠光 役
  - 葵 徳川三代（2000年） - 井上正就 役
  - 功名が辻（2006年） - 本多正純 役
- 風の輪舞（1995年、東海テレビ） - 関根志郎 役
- パパは保母さん（1995年、TBS）
- ドラマ30「命つないで」（1996年、毎日放送）
- 女と愛とミステリー（テレビ東京）
  - 「不倫調査員・片山由美」（2001年） - 宮本竜一 役
  - 「骨壺を抱く二人の女」（2001年） - 和田進
  - 「芸能記者・柳田信吉の挑戦」（2003年） - 明石警部 役
  - 「人情刑事・宮本清四郎」（2005年3月） - 井手陽太郎 役
- 女ざかり!!区役所の名探偵1（2000年） - 三宅刑事 役
- はぐれ刑事純情派（2002年、テレビ朝日） ‐ 塚本雄一 役
- HATU ハーツ〜ヴァンパイア・シンドローム（2002年、KBS（京都テレビ）、TVK（テレビ神奈川））
- スカイハイ（2003年、テレビ朝日）
- 名奉行! 大岡越前 第2シリーズ 第4話「死罪を告げられた越前!? 北町vs南町、哀しき女の嘘」(2006年5月16日) - 鳴海太一郎 役
- 松本清張 点と線（2007年、テレビ朝日） - 日本航空社員(受付) 役
- 土曜ワイド劇場（テレビ朝日）
  - 「湘南探偵物語」（2008年2月16日、朝日放送） - 吉岡徹 役
  - 「検事・朝日奈耀子9」（2010年7月17日） - 江口洋司 役
  - 「デパート仕掛け人!天王寺珠美の殺人推理6」（2013年7月20日、朝日放送） - 森永勝男 役
  - 「監察官・羽生宗一2」（2014年11月1日） - 浅野 役
  - 「再捜査刑事・片岡悠介7」（2015年1月31日） - 柏木達也 役
  - 「検事・朝日奈耀子16」（2015年5月2日） - 宮下博之 役
  - 「京都南署鑑識ファイル9」（2015年6月20日） - 桐生賢一 役
  - 「棟居刑事の偽完全犯罪」（2016年4月23日） - 福永孝則 役
- 水戸黄門（TBS / C.A.L）
  - 第39部 第5話「ゴリ押し父子の悪企み -赤穂-」（2008年11月10日） - 大石内蔵助役
  - 第43部 第11話「命守った婆さんの知恵 -知立-」（2011年9月19日） - 織部成明役
- 必殺仕事人2009　第16話「食品偽装」（2009年5月15日、朝日放送） - 渋沢九十郎 役
- オトコマエ!2 第4 - 5話「里山の決戦」（2009年9月、NHK） - 美濃屋 役
- その男、副署長 第3シリーズ 第9話（2009年12月、テレビ朝日）
- 渡る世間は鬼ばかり 第10シリーズ 第4話（2010年11月、TBS） - 院長 役
- 金曜プレステージ「検事・霞夕子」（2011年2月4日、フジテレビ） - 宗田郁夫 役
- 月曜ゴールデン（TBS）
  - 「狩矢警部シリーズ10」（2011年7月4日） - 大橋明 役
  - 「税務調査官・窓際太郎の事件簿24」（2012年11月12日） - 岩永克己 役
  - 「湯けむりバスツアー 桜庭さやかの事件簿5」（2014年4月28日） - 貝原修一　役
- 相棒 Season 10 第1話「贖罪」（2011年10月19日、テレビ朝日） - 池上慎二 役
- スペシャルドラマ「朝ドラ殺人事件」（2012年3月28,29日、NHK） - 朝ドラのヒロインの父 役
- 吉原裏同心 第3話「許せぬ奉行」（2014年7月10日、NHK） - 喜助 役
- 水曜ミステリー9「みちのく麺食い記者 宮沢賢一郎3」（2014年7月30日、テレビ東京） - 畑啓次 役
- 山本周五郎人情時代劇 第7話「初蕾」（2016年1月5日、BSジャパン） - 梶井良左衛門 役
- ドラマスペシャル「検事の死命」（2016年1月17日、テレビ朝日） - 岩舘輝久 役
- 警視庁・捜査一課長 第3話（2016年4月28日、テレビ朝日） - 広田智弘 役
- 月曜名作劇場「警視庁機動捜査隊216VI 絶てない鎖」（2016年9月12日、TBS） - 佐野隆史 役
- 科捜研の女 第16シリーズ 第5話（2016年11月24日、テレビ朝日） - 伊達貴彬 役
- 金曜プレミアム 判事失格!?弁護士夏目連太郎の逆転捜査（2017年3月24日、フジテレビ） - 黒木勝 役
- やすらぎの郷（2017年） ‐ 若松プロデューサー
- 日曜プライム CHIEF〜警視庁IR分析室〜（2018年4月15日、テレビ朝日） - 迫田純一 役
- 刑事7人 SEASON5 第5話 (2019年8月14日、 テレビ朝日) -　真中邦夫 役
- 警視庁・捜査一課長 2020 第5話（2020年5月7日、テレビ朝日）‐ 黒坂圭一郎 役
- ドラマスペシャル「はぐれ刑事三世」（2020年10月15日、テレビ朝日）‐ 仁城礼司 役
- 警視庁ゼロ係〜スカイフライヤーズ〜（2024年7月22日、テレビ東京） - 西園寺正勝 役[4]
- ぼくとぼくが好きな彼と、君と スペシャル版（2024年12月11日・18日〈予定〉、テレビ東京） - 真島宗一郎 役[5]

### 映画
- 山田村ワルツ（1988年） - 庵光一 役
- 北京的西瓜（1989年） - 良さん 役
- 曼荼羅 若き日の弘法大師・空海（1991年） - 小槌 役
- 満月 MR.MOONLIGHT（1991年） - 野平直樹 役
- 青春デンデケデケデケ（1992年） - 田中和夫 役
- 彼女が結婚しない理由（1992年）
- さまよえる脳髄（1993年） - ナレーション
- わが愛の譜 滝廉太郎物語（1993年） - 鈴木毅一 役
- 棒の哀しみ（1994年） - 洋子の男 役
- 日本一短い「母」への手紙（1995年） - 篠原 役
- 風の歌が聴きたい（1998年） - 主演・高森昌宏 役
- 時雨の記（1998年） - 田村 役
- しあわせになろうね（1998年） - 横山寛明 役
- SADA〜戯作・阿部定の生涯（1998年） - 若い刑事 役
- あの、夏の日〜とんでろ じいちゃん〜（1999年） - 葬式でビデオを撮る男 役
- マヌケ先生（2000年） - 列車の車掌 役
- 修羅がゆく12 北九州死闘篇（2000年） - 黒崎雄大 役
- 餓狼の群れ（2000年） -　会田克則 役
- 害虫（2002年） - 徳川 役
- ピカレスク 人間失格（2002年）
- 新・仁義の墓場（2002年） - 小倉博之 役
- マブイの旅（2002年）
- 育子からの手紙 （2010年） - 増岡敏雄 役
- カムイのうた（2024年） - 小嶋教授 役[6]

### Vシネマ
- 暴き屋 保険調査裏仕事人（2000年） - 桜火災海上保険 専務 日向 役
- 実録・広島やくざ戦争（2000年） - 呉市 山城組幹部 美里剛三 役
- 難波金融伝・ミナミの帝王18　騙しの方程式（2001年） - 柴山 役
- 阿修羅の伝説 死闘篇（2001年） - 徳大寺 役
- 獅子の血脈（2001年） - 田村 役
- 鉄(くろがね) 極道・高山登久太郎の軌跡（2004年） - 市役所 土木課課長 谷村 役
- 実録・大阪ミナミの顔(ツラ)（2010年） - 旭会会長 山中六春 役
- 發(あお)の竜〜逆転の闘牌〜第二章（2017年7月、オールインエンタテインメント）[7] - 白石譲二(麻雀裏プロ) 役

### 舞台
- 友情 〜秋桜のパレード〜（2010年1月 - 2月、銀座博品館劇場）
- 33の変奏曲（2010年10月8日 - 31日、ル テアトル銀座 by PARCO／同11月4日 - 7日、梅田芸術劇場シアター・ドラマシティ）
- ジンギスカン 〜わが剣、熱砂を染めよ〜（2011年10月3日 - 13日、渋谷区文化総合センター大和田） - タイチャル 役
- 舞台 銀河英雄伝説 第二章 自由惑星同盟篇（2012年4月14日 - 22日、東京国際フォーラム／4月28日 - 29日、NHK大阪ホール） - アレックス・キャゼルヌ 役
- 舞台 銀河英雄伝説 撃墜王（2012年8月3日 - 12日、天王洲 銀河劇場） - アレックス・キャゼルヌ 役
- 舞台 銀河英雄伝説 第三章 内乱（2013年3月31日 - 4月13日、青山劇場） - ドワイト 役
- 舞台 銀河英雄伝説 第四章 前篇 激突前夜（2013年11月29日 - 12月2日、東京国際フォーラム） - アレックス・キャゼルヌ 役
- 舞台 銀河英雄伝説 第四章 後篇 激突（2014年2月12日 - 3月2日、青山劇場）- アレックス・キャゼルヌ 役
- 舞台 SHUNPU Gaiden〜春風外伝〜（2014年3月20日 - 23日／2015年4月9日 - 12日、博品館劇場） - 第七代服部半蔵 役
- 舞台 銀河英雄伝説 星々の軌跡（2015年6月10日 - 21日、Zeppブルーシアター六本木） - アレックス・キャゼルヌ 役
- 舞台 義風堂々!!（2017年11月17日 - 26日、AiiA 2.5 Theater Tokyo、12月9日 - 10日、大阪メルパルクホール） - 徳川家康 役
- KUNIO15『グリークス』（2019年11月1日 - 2日、森下スタジオ / 11月10日、京都芸術劇場 春秋座 / 11月21日 - 30日、KAAT神奈川芸術劇場 大スタジオ）
- オレステスとピュラデス（2020年11月28日 - 12月13日、KAAT神奈川芸術劇場）
- ミュージカル ゴヤ -GOYA-（2021年4月、日生劇場 / 2021年5月、御園座）
- 6ème. séance『それを言っちゃお終い』〜ストレートプレー〜（2023年12月7日 - 17日、六本木トリコロールシアター）[8]
- NIKKATSU×LEGENDSTAGE CINEMATIC STAGE『東京流れ者』（2024年3月30日 - 31日、京都劇場 / 4月10日 - 15日、シアター1010） - 倉田寛治 役[9]
- 大森カンパニー15周年記念公演第2弾 大森カンパニープロデュース vol.49『更地20』（2024年8月20日 - 9月1日、下北沢ザ・スズナリ）[10]
- 音楽朗読劇『三毛猫ホームズ』（2025年1月24日 - 26日、COOL JAPAN PARK OSAKA WWホール / 1月28日 - 2月3日、ヒューリックホール東京） - 永江和哉 役[11][12]
- 彩の国シェイクスピア・シリーズ2nd Vol.2『マクベス』（2025年5月8日 - 25日、彩の国さいたま芸術劇場 大ホール）[13]
- リーディング『怪談の語り場』（2025年7月26日・27日、浅草九劇）[14]

### テレビ番組
- ヤングスタジオ101（1986年、NHK） - 司会[1]
- THEプレゼンター「アフリカ・コンゴ密林奥地にモケーレ・ムベンベは実在した！」（1992年10月、TBS） - 探検隊長[15]
- 驚きももの木20世紀（朝日放送（ABC））- ナレーション

### ラジオ番組
- 天宮良の君に大接近（FM横浜）[1]
- 天宮良のトキメキ・サタデーナイト（FM大阪）[1]

## ディスコグラフィ

### シングル
| 発売日                          | 規格                           | 規格品番                       | 面                             | タイトル                       | 作詞                           | 作曲                           | 編曲                           |
| 東芝EMI・Express／ファンハウス  | 東芝EMI・Express／ファンハウス | 東芝EMI・Express／ファンハウス | 東芝EMI・Express／ファンハウス | 東芝EMI・Express／ファンハウス | 東芝EMI・Express／ファンハウス | 東芝EMI・Express／ファンハウス | 東芝EMI・Express／ファンハウス |
| ------------------------------- | ------------------------------ | ------------------------------ | ------------------------------ | ------------------------------ | ------------------------------ | ------------------------------ | ------------------------------ |
| 天宮良&ザ・タップ・チップス名義 |                                |                                |                                |                                |                                |                                |                                |
| 1984年                          | EP                             | 07FA-1002                      | A                              | ミッドナイト・ジャンクション   | 荒木とよひさ                   | 三木たかし                     | 前田憲男                       |
| 1984年                          | EP                             | 07FA-1002                      | B                              | サテン・ドール                 | 荒木とよひさ                   | 三木たかし                     | 前田憲男                       |
| 天宮良名義                      |                                |                                |                                |                                |                                |                                |                                |
| 1985年                          | EP                             | 07FA-1027                      | A                              | 喝采！ダンディクラブ           | 阿久悠                         | 三木たかし                     | 佐藤準                         |
| 1985年                          | EP                             | 07FA-1027                      | B                              | 恋をしてバンサンカン           | 荒木とよひさ                   | 三木たかし                     | 船山基紀                       |
| 1985年6月29日                   | EP                             | 07FA-1044                      | A                              | ステーションライブわかれ       | 阿久悠                         | 三木たかし                     | 新田一郎                       |
| 1985年6月29日                   | EP                             | 07FA-1044                      | B                              | パッション・フルーツ           | 阿久悠                         | 三木たかし                     | 新田一郎                       |
| 1985年                          | EP                             | 07FA-1053                      | A                              | さよならは瞳で抱いて           | 松井五郎                       | 三木たかし                     | 若草恵                         |
| 1985年                          | EP                             | 07FA-1053                      | B                              | 冬色映画（サイレントシネマ）   | 大津あきら                     | 中崎英也                       | 和泉宏隆                       |
| 天宮良&THE ROCKS名義            |                                |                                |                                |                                |                                |                                |                                |
| 1986年7月31日                   | EP                             | 07FA-1084                      | A                              | 午前3時のヘヴィー・レイン      | 高橋研                         | 高橋研                         | 新田一郎                       |
| 1986年7月31日                   | EP                             | 07FA-1084                      | B                              | Dancin'in the street           | 高橋研                         | 高橋研                         | 新田一郎                       |
| 1987年1月22日                   | EP                             | 07FA-1098                      | A                              | もうひとつのLonely             | 亜伊林                         | 本多たけし                     | 矢島賢                         |
| 1987年1月22日                   | EP                             | 07FA-1098                      | B                              | ジョニー、雪が降ってきた       | 亜伊林                         | 井上ヨシアキ                   | 矢島賢                         |
| 1987年4月22日                   | EP                             | 07FA-1111                      | A                              | Midnight Dancer                | Shoji                          | Shoji                          | 矢島賢                         |
| 1987年4月22日                   | EP                             | 07FA-1111                      | B                              | 風のランナー                   | 川田多摩喜                     | 馬場孝幸                       | 矢島賢                         |

### アルバム
| 発売日                         | 規格                           | 規格品番                       | 面 |
| 東芝EMI・Express／ファンハウス | 東芝EMI・Express／ファンハウス | 東芝EMI・Express／ファンハウス | 東芝EMI・Express／ファンハウス |
| ------------------------------ | ------------------------------ | ------------------------------ | --- |
| 天宮良名義                     |                                |                                | |
| 1985年7月20日                  | LP                             | 28FB-2022                      | Turn You On Side:A 1. Heart Beat - 作詞：、作曲：、編曲：鳥山雄司 2. Lonely Dancer - 作詞：、作曲：、編曲：佐藤準 3. キザだよJohnny - 作詞：、作曲：、編曲：和泉宏隆 4. Dancin' Desire - 作詞：、作曲：、編曲：新田一郎 Side:B 1. 心のままに -Cafe Reminiscence- - 作詞：、作曲：、編曲：和泉宏隆 2. Adieu - 作詞：、作曲：、編曲：鳥山雄司 3. Passing Blue - 作詞：、作曲：、編曲：新田一郎 4. ステーションライブわかれ - 作詞：阿久悠、作曲：三木たかし、編曲：新田一郎 5. さよならGood-By - 作詞：、作曲：、編曲：佐藤準 |
|                                | CD                             | 32FD-1017                      | Turn You On Side:A 1. Heart Beat - 作詞：、作曲：、編曲：鳥山雄司 2. Lonely Dancer - 作詞：、作曲：、編曲：佐藤準 3. キザだよJohnny - 作詞：、作曲：、編曲：和泉宏隆 4. Dancin' Desire - 作詞：、作曲：、編曲：新田一郎 Side:B 1. 心のままに -Cafe Reminiscence- - 作詞：、作曲：、編曲：和泉宏隆 2. Adieu - 作詞：、作曲：、編曲：鳥山雄司 3. Passing Blue - 作詞：、作曲：、編曲：新田一郎 4. ステーションライブわかれ - 作詞：阿久悠、作曲：三木たかし、編曲：新田一郎 5. さよならGood-By - 作詞：、作曲：、編曲：佐藤準 |
| 天宮良&THE ROCKS名義           |                                |                                | |
| 1987年2月4日                   | LP                             | 28FB-2077                      | ANSWER Side:A 1. Answer - 作詞：天宮良、作曲：下川智晴、編曲：矢島賢 2. 風のランナー - 作詞：川田多摩喜、作曲：馬場孝幸、編曲：矢島賢 3. Midnight Dancer - 作詞・作曲：Shoji、編曲：矢島賢 4. Single Blue - 作詞：亜伊林、作曲：井上ヨシアキ、編曲：矢島賢 5. Down Townで君を - 作詞：亜伊林、作曲：高橋研、編曲：矢島賢 Side:B 1. もうひとつのLonely - 作詞：亜伊林、作曲：本多たけし、編曲：矢島賢 2. ジョニー、雪が降ってきた - 作詞：亜伊林、作曲：井上ヨシアキ、編曲：矢島賢 3. ロケット - 作詞：亜伊林、作曲：山根基嗣、編曲：矢島賢 4. Bye Bye Teardrops -哀しみ抱きしめても、涙は止まらない- - 作詞：亜伊林・天宮良・馬場孝幸、作曲：馬場孝幸、編曲：矢島賢 |
|                                | CD                             | 32FD-1051                      | ANSWER Side:A 1. Answer - 作詞：天宮良、作曲：下川智晴、編曲：矢島賢 2. 風のランナー - 作詞：川田多摩喜、作曲：馬場孝幸、編曲：矢島賢 3. Midnight Dancer - 作詞・作曲：Shoji、編曲：矢島賢 4. Single Blue - 作詞：亜伊林、作曲：井上ヨシアキ、編曲：矢島賢 5. Down Townで君を - 作詞：亜伊林、作曲：高橋研、編曲：矢島賢 Side:B 1. もうひとつのLonely - 作詞：亜伊林、作曲：本多たけし、編曲：矢島賢 2. ジョニー、雪が降ってきた - 作詞：亜伊林、作曲：井上ヨシアキ、編曲：矢島賢 3. ロケット - 作詞：亜伊林、作曲：山根基嗣、編曲：矢島賢 4. Bye Bye Teardrops -哀しみ抱きしめても、涙は止まらない- - 作詞：亜伊林・天宮良・馬場孝幸、作曲：馬場孝幸、編曲：矢島賢 |